# Marca criogènica

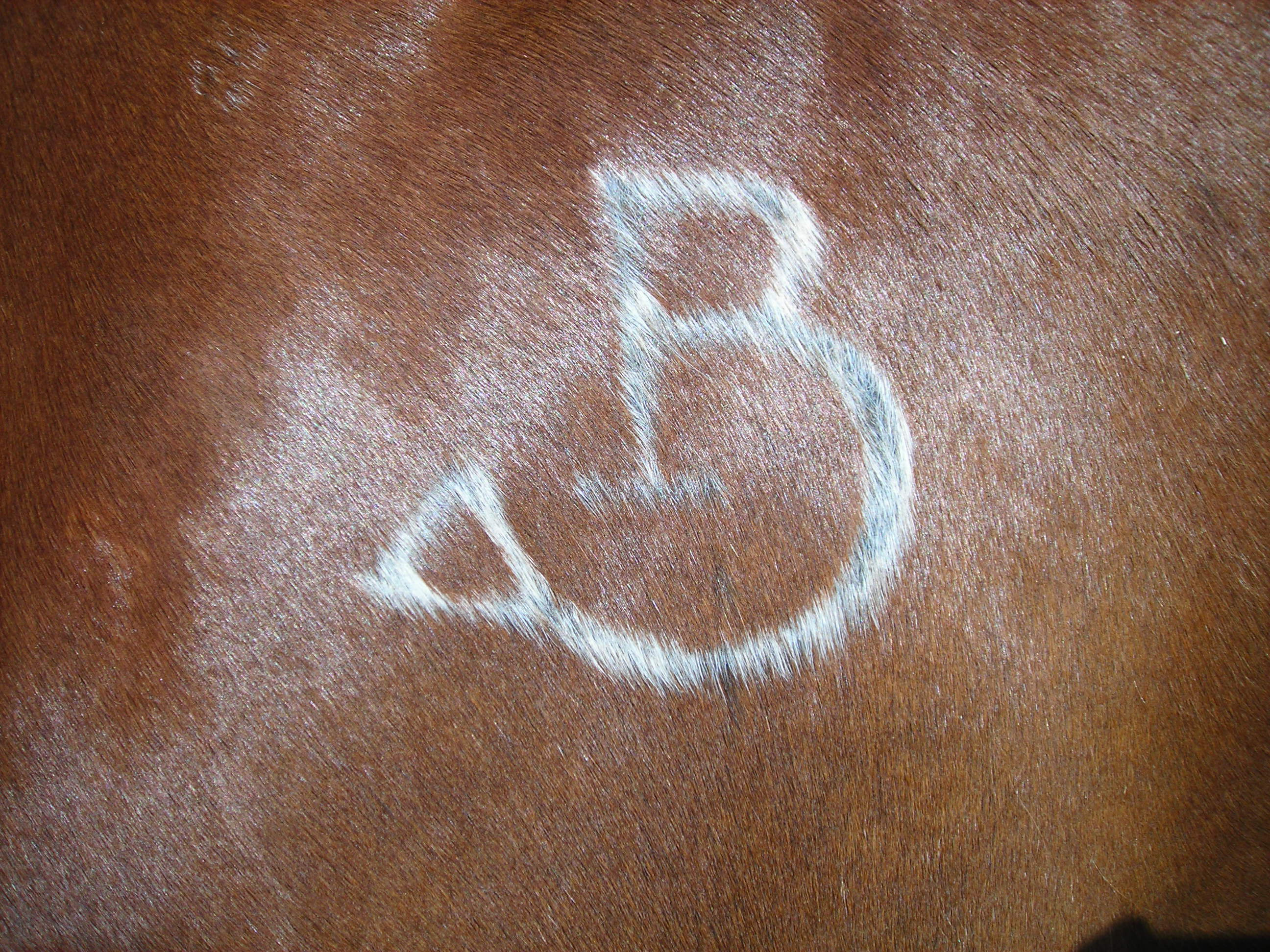
Detall d'una marca criogènica que designa la propietat

La marca criogènica, marcatge criogènic o cryobranding, és un procés de marcatge que consisteix en l’ús de nitrogen líquid o gel sec i alcohol per refredar una ferro de marcar, de manera que es pugui fer servir per modificar el fol·licle pilós d’un animal pigmentació o per eliminar el pèl del tot, segons el color de l’animal. Els pels de la zona de la marca tornaran a ser blancs. En animals amb els pels blancs o sense pèl, es deixa la planxa a la pell prou temps perquè els pèls caiguin i la zona quedi calva o despigmentada. S’utilitza amb més freqüència com a marca d’identificació del propietatari.
La marca criogènica s’utilitza com a alternativa a la marca en calent més tradicional. Aquest procés implica l’ús d’un ferro roent per cicatritzar la pell d’un animal, cosa que pot resultar dolorosa i traumatitzadora per a l’animal. La marca criogènica ha anat guanyant popularitat com una forma menys dolorosa de marcar i identificar permanentment els animals. S'ha debatut sobre si la marca criogènica és realment menys dolorosa que la marca calenta, però els estudis realitzats per comparar el dolor dels dos mètodes han conclòs que la marca criogènica és menys dolorosa.
La marca per congelació es realitza refredant el ferro de marca a una temperatura de −78 a −196 °C (195.2 a 77.1 K; −108.4 a −320.8 °F), depenent del refrigerant utilitzat i, a continuació, premeu la marca per obtenir un tros de pell afaitat en un animal pigmentat. La zona s’inflamarà temporalment, però es curarà en pocs dies. El pel cau i, al cap de dos o tres mesos, el pel tornarà a créixer, sense pigment. A partir d’aquest moment, els pels continuaran tenyint-se de color blanc, de manera que això encara és permanent per als animals que llancen el pelatge. En animals de pèl blanc, la marca es manté més temps, destruint el fol·licle pilós i la zona es manté calva i, per tant, la marca encara es pot utilitzar per identificar animals de pèl blanc.

## Visió general

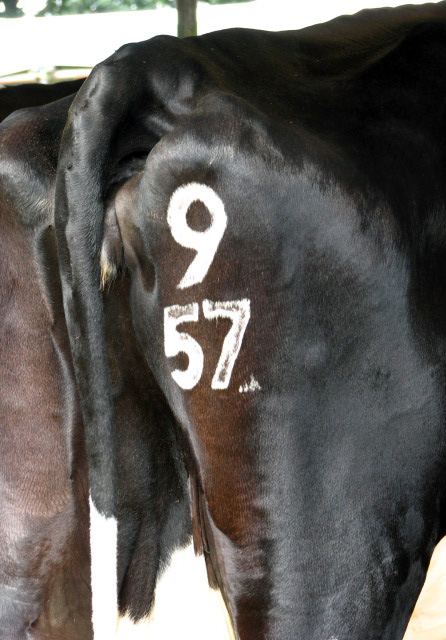
Una vaca amb una marca criogènica numèrica als seus quarts posteriors

La marca criogènica va ser desenvolupada pel Dr. Keith Farrell de Pullman, Washington i es va utilitzar per primera vegada a Suècia cap al 1966. Des de llavors ha esdevingut més popular per al seu ús en el marcatge d’animals per a la seva identificació. És una forma relativament indolora i fàcil de distingir permanentment els animals.
Hi ha avantatges i inconvenients per congelar la marca en lloc de la marca de ferro roent. Alguns dels beneficis són que gairebé no causa danys permanents a la pell de l’animal, és molt menys dolorós que una marca de ferro roent, les marques de congelació són molt visibles sense importar l’època de l’any i hi ha menys taques i distorsions amb una marca criogènica. Tanmateix, la congelació de la marca pot tenir alguns problemes. Per exemple, triga molt més a fer-se correctament que una marca calenta i requereix equips més especialitzats. A més, els pels dels animals pigmentats han de tornar a créixer abans de poder llegir la marca i els resultats poden variar d’animal a animal. Si s’ha d’utilitzar per denotar la propietat, alguns estats nord-americans no la reconeixen com una marca legal per designar la propietat del bestiar.
La marca criogènica canvia el color del pel de l’animal a blanc sense impedir el creixement del pel. Aquest efecte es crea matant el fol·licle de color del pèl (FQ), fent que el pèl creixi sense pigment. Per tant, sembla blanc, tot i que en realitat és incolor. Si s’aplica el ferro de marca durant un període més llarg, també congelarà el fol·licle de creixement (FG), cosa que farà que el pèl deixi de créixer completament. En animals de colors clars, això es fa intencionadament per deixar una pell calva de pell fosca.

## Procediment

### Equipament
Hi ha un parell d'equips necessaris per congelar la marca. El primer és un ferro de marca, que es fabrica amb un aliatge de coure per la seva capacitat de retenció de temperatura. El segon és un conjunt de talls de pèl afilats, que s’utilitzen per retallar el pel i exposar la pell nua. S'utilitzarà un refrigerant líquid, ja sigui gel sec o nitrogen líquid, així com un recipient especial que pugui contenir-lo i els ferros.
L’alcohol s’utilitza per netejar la zona abans de l’aplicació de la marca. L'alcohol ha de tenir una puresa del 99%, o bé no serà eficaç perquè els altres components començaran a congelar-se, convertint la barreja en llosa. Quan es fa una marca múltiple, l'alcohol es substitueix al cap d'un temps, ja que incorpora automàticament l'aigua de l'aire a si mateix.

### Procés
Per preparar-vos per a la marca, se selecciona un lloc per a la marca. Això és important per diversos motius: en primer lloc, certs estats i comtats tenen lleis diferents sobre la col·locació legal de marques. Un altre factor és el múscul de sota la pell. Si es prem una part de la marca contra el múscul i l’altra contra l’ os, la pressió exercida sobre el cap de la marca serà desigual. Això pot provocar una marca desigual.
Els ferros de marca triguen aproximadament entre 20 i 30 minuts a refredar-se i s’ha de submergir tota la planxa, perquè si la marca no es refreda uniformement, la marca en si mateixa serà desigual. El nitrogen líquid refreda el ferro a una temperatura de -196 ° C (77 K; −320 ° F). El gel sec també es pot utilitzar, però no fa tan fred, només −78 ° C (195 K; -109 ° F).
Abans de marcar, el lloc de la marca s’ha d’afaitar el més a prop possible de la pell i s’ha de mullar amb alcohol per netejar-lo, després s’ha de retirar i es torna a mullar la zona amb l’alcohol abans d’aplicar la planxa.
La marca es retira del refrigerant i es prem a la pell de l’animal durant uns instants abans de tornar-la al contenidor. El temps d'aplicació de la marca varia en funció de diversos factors, inclosa la composició del metall del qual es fabriquen els ferros, l'edat de l'animal, el gruix de la pell, el color o el pigment de la capa i la quantitat de pel entre la marca i la pell. Si s’està marcant més d’un animal, s’ha de rentar els talls amb dissolvent líquid entre l’afaitat dels animals. És necessari un temps addicional entre marques perquè el ferro es refredi.
Exemples de temps donats:
| Animal | Refrigerant              | Temps d'aplicació |
| ------ | ------------------------ | ----------------- |
| Poltre | Nitrogen líquid (LN)     | 6-12 seg          |
|        | Gel sec i alcohol (DI&A) | 16-24 seg         |
| Cavall | LN                       | 8-12 seg          |
|        | DI&A                     | 20-24 seg         |
| Vedell | LN                       | 21-24 seg         |
|        | DI&A                     | 40-50 seg         |
| Vaca   | LN                       | De 25 a 30 segons |
|        | DI&A                     | 50-60 seg         |

- Els animals més foscos requereixen una quantitat mínima de temps suggerida.[7]

### Curació
Immediatament després de la marca, es mostra un patró de sagnat de la marca durant uns minuts. Aleshores, la zona comença a presentar inflor, que disminuirà al cap d’uns cinc dies. Al cap d’un mes, la capa superior de la pell es vessarà i, en animals pigmentats, al cap de dos mesos començarà a créixer el pèl blanc. Als tres mesos, el procés s'ha completat i es pot veure la marca criogènica completa.

## Polèmica
La marca criogènica sovint es considera una manera més ètica per definir la propietat del bestiar en lloc de la marca en calent teòricament més dolorosa. Tot i així, aquesta reclamació ha estat impugnada. S’han fet estudis sobre el tema per intentar mesurar científicament el dolor dels animals durant i després del procés de marcatge per permetre dades imparcials sobre el tema.
En un estudi, el dolor es va mesurar mitjançant el seguiment de la freqüència cardíaca i del cortisol plasmàtic, l'epinefrina plasmàtica i la concentració hormonal mitjançant la recollida de mostres de sang. Es va dir que un augment d'algun d'aquests o vocalització per part de l'animal indicava un augment del dolor. Vint-i-set vedells es van marcar amb una marca de ferro roent (H), marca criogènica (F) o una marca "simulada" (S), amb el bestiar de marca simulada que actuava com a grup de control. Es va inserir una cànula jugular a la vena jugular per tal de transmetre fluid i recollir dades; aquests es van inserir a cada vedell un dia abans de l'experiment. Per minimitzar el biaix sistemàtic, els investigadors van utilitzar el bloqueig per separar-se per temperament, pes i sexe. Es va fer una assignació aleatòria per indicar l’ordre i el dia en què es van marcar els animals. Mentre es marca, es van prendre deu mostres de sang i mesures de la freqüència cardíaca a intervals desiguals entre cinc minuts abans i vint minuts després de la marca.
Aquest estudi va determinar que, basant-se en les proporcions i diferències dels nivells pre- vs post-marca, les concentracions mitjanes d'epinefrina plasmàtica (EPI) als 30 segons eren més altes per als vedells H que els vedells F i S. La freqüència cardíaca, les concentracions hormonals i l’EPI van augmentar per als vedells H. En termes de vocalització, un vedell H i dos vedells F van expressar angoixa durant la marca.
Un altre experiment va controlar la reacció d'evitació d'escapament dels vedells. El moviment vertical d'un vedell durant la marca es va utilitzar com a definició operativa per evitar la marca. Es va determinar que els vedells H van intentar escapar més del ferro que els vedells F i S.
Aquests dos experiments van determinar que els vedells marcats amb ferro roent van experimentar una concentració plasmàtica d’adrenalina, la freqüència cardíaca, el cortisol plasmàtic i reaccions d’evitació d’escapament i, per tant, van experimentar més dolor que els vedells de marca criogènica.

## Ús comú

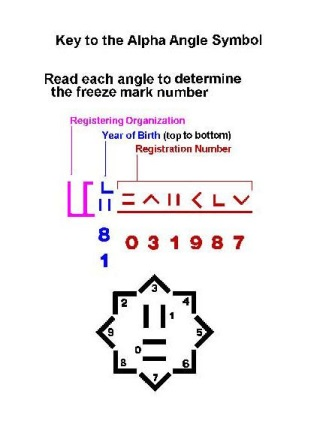
El sistema internacional d’angles alfa

Les marques de congelació s’utilitzen de diverses maneres. Per exemple, s’utilitzen com a indicador que un animal pertany a un ramat, que estan marcats tots amb la mateixa marca, i com una manera d’etiquetar animals que després seran recuperats per a la investigació. Normalment s’utilitza en bestiar, cavalls i gossos.

### Cavalls

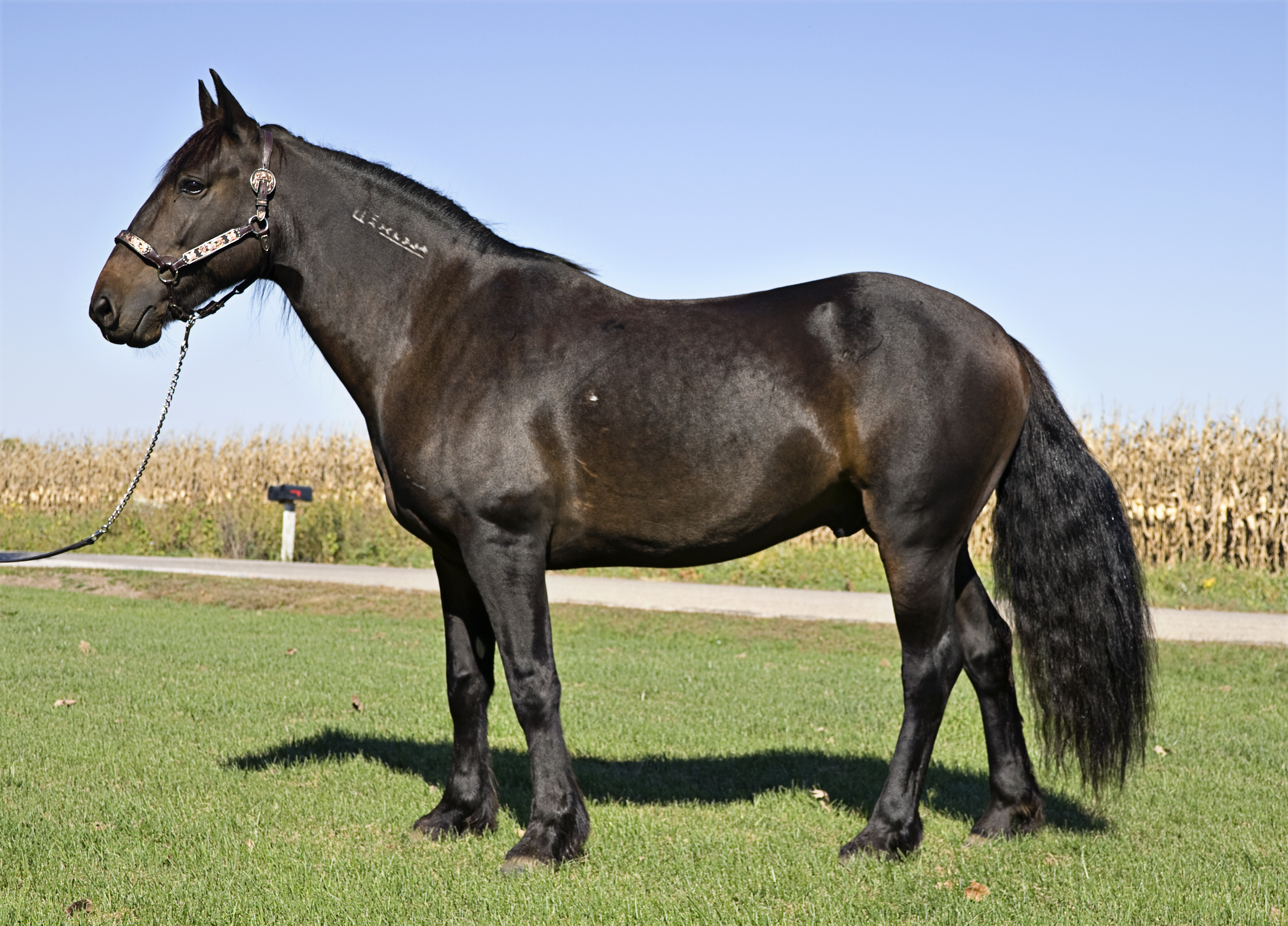
Un mustang de marca criogènica

Els cavalls es marquen amb la marca de ferro roent i congelació. Els cavalls sovint es marquen amb una marca criogènica com a forma de denotar la propietat. Els diferents ranxos solen tenir una marca única amb la qual marquen els seus cavalls. Les marques de congelació també es poden utilitzar per indicar la raça en general o per identificar un animal amb un registre de raça específic. La marca sol situar-se a les colles o al coll d’un cavall. Tots els números s’escriuen mitjançant el símbol internacional d’angle alfa perquè no es poden canviar ni alterar de cap manera. Això és fonamental perquè preserva la integritat de la marca original, cosa que fa que la marca sigui immutable i que el sistema sigui fiable.
Des de l'abril de 1978, tots els mustangs i burros lliures arrodonits pel Bureau of Land Management (BLM) i el Servei Forestal dels Estats Units s'han identificat amb una marca criogènica al costat esquerre del coll. Des de llavors s’ha tornat extremadament rar trobar un mustang sense marca criogènica. La marca primer indica l’organització registradora, que és el govern dels Estats Units, ja que és el BLM qui marca els mustangs. Segueix l'any de naixement, que són els dos números següents al símbol de registre, apilats verticalment, que només mostren els dos darrers dígits de l'any de naixement. L’última secció és el número de registre. Consta de sis números que indiquen la zona d’on es va originar l’animal.
Aquí teniu alguns números de registre de BLM i les àrees que representen:
| AZ            | CA            | CO            | Identificació | MT            | NV            | NM            | O             | UT            | WY            | Estats orientals |
| ------------- | ------------- | ------------- | ------------- | ------------- | ------------- | ------------- | ------------- | ------------- | ------------- | ---------------- |
| 080001–160000 | 160001–240000 | 240001–320000 | 320001-400000 | 400001–480000 | 480001–640000 | 640001-720000 | 000000-080000 | 720001-800000 | 800001-880000 | 880001+          |

### Ramat
Els ramats de bestiar sovint es marquen amb una marca criogènica per mostrar a quin ramat o propietari pertanyen. Altres mètodes per fer-ho inclouen etiquetes per a les orelles, osques, tatuatges de les orelles i identificació electrònica. Sovint s’utilitzen conjuntament per congelar la marca, essent un marcador individual i l’altre, normalment la marca criogènica, que denota el ramat.
Tot i que generalment s’accepta que la marca per congelació és menys dolorosa que la de ferro roent, s’utilitza menys. Això es deu al fet que la marca per congelació és més cara perquè els materials són menys habituals i es poden evaporar si no es mantenen adequadament refrigerats. Per contra, per escalfar una marca només cal foc. Per congelar-lo cal tenir nitrogen líquid o gel sec. Tots dos poden ser relativament poc freqüents, especialment a les zones rurals.

### Etiquetatge científic
La marca per congelació és una de les poques maneres de marcar un animal que compleixi tots els requisits de William Ricker per obtenir un sistema de marcatge eficaç. Ricker era un científic interessat a desenvolupar maneres de marcar eficaçment els animals en experiments científics per crear un sistema d'identificació que no influeixi involuntàriament en les dades científiques. Els seus quatre requisits són:
1. La marca no ha de canviar el comportament de l’animal ni la seva capacitat de sobreviure, inclosa la detecció per part dels depredadors ;
2. no hauria d’afectar la vulnerabilitat de la captura de l’animal;
3. ha de permetre que cada individu es marqui de manera única i
4. no hauria de ser temporal.[9]

Es va provar la marca criogènica com a sistema de marcatge en granotes. Les formes anteriors de marcar els amfibis que havien de ser capturats van incloure el marcatge i la mutilació. La marca criogènica és un exemple d’etiquetatge. No té efectes permanents més que identificar individus. La mutilació, d'altra banda, pot afectar especialment la història de vida d'un individu. El tall de dits és d'ús general, però pot afectar els anurs 's de les habilitats motores i pot causar la pèrdua de pes. Totes aquestes coses afectaran la taxa de mortalitat dels amfibis. Molt pocs mètodes compleixen tots els requisits; no obstant això, congelar la marca és un d'ells.
En provar la marca criogènica, es feia servir per marcar granotes que després eren alliberades a la natura i posteriorment recuperades. Un grup d’investigadors va utilitzar un ferro fabricat amb filferro de coure, refredat per gel sec durant 30 minuts. La marca es va aplicar a la pell de l'anuran durant uns deu segons. Després es va refredar la marca durant 20-30 segons abans d’aplicar-la a una granota nova. En utilitzar diferents nombres, orientacions i diferenciar-se per sexe, és possible crear diverses combinacions per tal de marcar un gran nombre de granotes.
Totes les marques es van curar i es van llegir en un termini de 24 hores, cosa que les va fer gairebé immediatament efectives. L’àrea de marca perd gradualment la seva pigmentació amb el pas del temps, de manera que les marques més antigues són gairebé completament transparents, mostrant els seus beneficis a llarg termini.